# گوووشوویتسه
گوووشوویتسه (به لاتین: Gołuszowice) یک روستا در لهستان است که در گمینا گووبچتسه واقع شده‌است.